# Edgeworthia gardneri
Espèce
Classification phylogénétique
Edgeworthia gardneri, est un arbuste à feuilles caduques de la famille des Thymelaeaceae, originaire de l’Himalaya.
Ses rameaux contiennent des fibres papetières de qualité qui sont utilisées pour fabriquer un papier xuan traditionnel. Les différentes parties de l’arbre sont utilisées dans les médecines populaires tibétaine et chinoise. L’arbuste est cultivé comme plante ornementale.

## Étymologie
Le nom de genre Edgeworthia est dédié à Michael Pakenham Edgeworth, un botaniste et photographe irlandais qui servit dans l’administration coloniale en Inde de 1831 à 1881. Il a collecté des plantes à Aden (Yémen), en Inde et au Sri Lanka.
L’épithète spécifique gardneri est dédié à Edward Gardner (1784- ?), un officier colonial anglais en poste à Katmandu, qui envoyait des plantes au botaniste N. Wallich, du jardin botanique de Calcutta, qui en faisait la description.

## Synonymes
Selon WFO
- Daphne gardneri Wall. (Asiat. res. 13 :388, t.9, 1820)
- Edgeworthia albiflora Nakai

## Description
Edgeworthia gardneri est un arbuste à feuilles caduques, de 3 à 4 m de haut.
La feuille comporte un pétiole de 5–8 mm et un limbe étroitement elliptique à elliptique-lancéolé, de 6–10 cm sur 2,5–3,4 cm de large. Les deux faces sont pubescentes.
Les inflorescences terminales et axillaires, capitées (hémisphéroïde), de 3,5–4 cm de diamètre, formant une boule de 30 à 50 fleurs très serrées, jaunes, très agréablement parfumées et penchée vers le sol.
La fleur apétale comporte un long calice d’env. 15 mm, à l’extérieur densément blanc, avec 4 lobes, jaunes adaxial, pubérulant, ovales, 3,5 × 2,5 mm. L’ovaire ellipsoïdal, env. 5 mm porte un style pubescent de 2 mm. Huit étamines, en deux cercles de 4, sur la paroi interne du calice.
Le fruit est une drupe, ovoïde, de 3 mm.
La floraison a lieu à la fin de l’hiver, au début du printemps quand les feuilles sont présentes (à la différence avec E. chrysantha) et la fructification se passe en été.

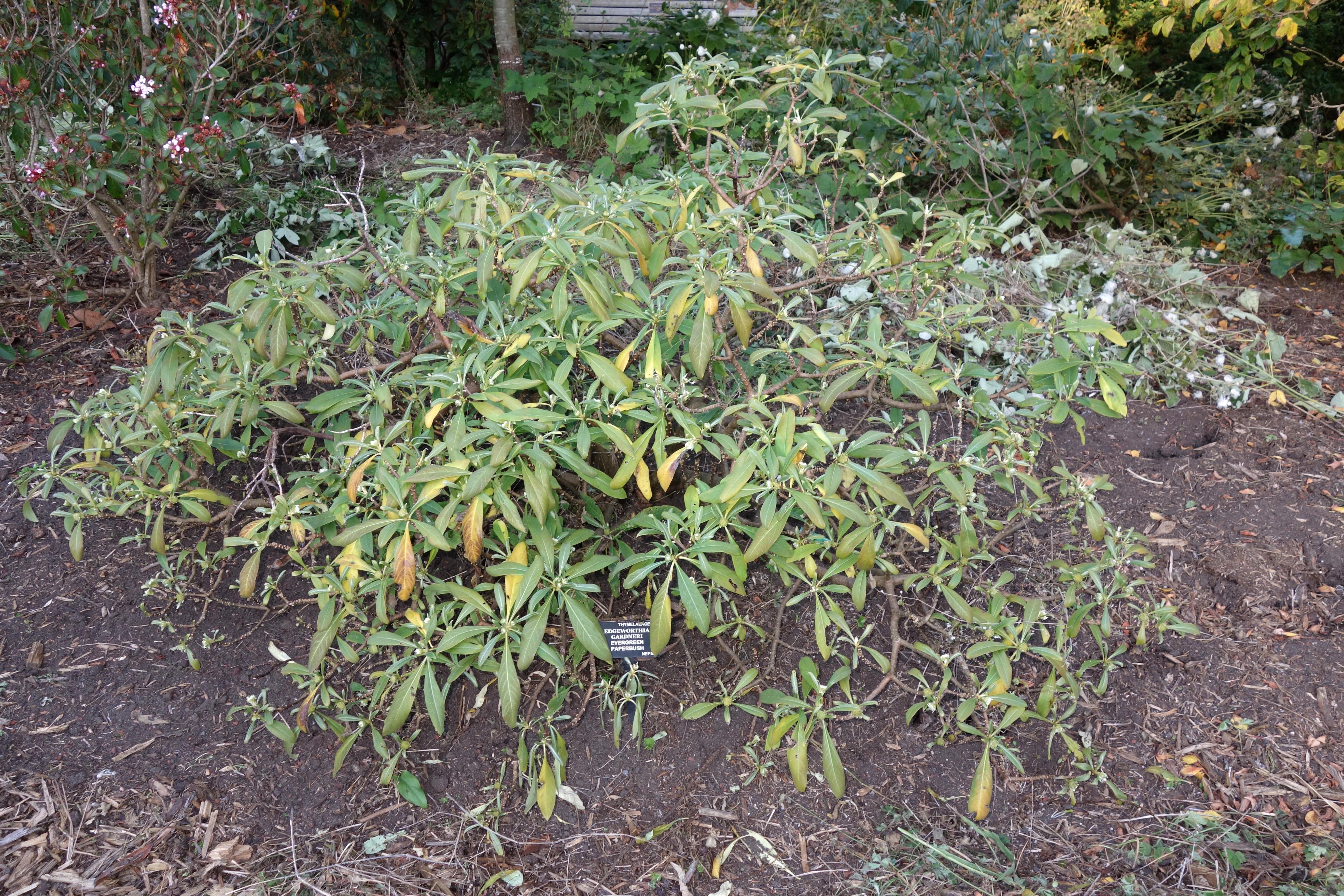
E. gardneri, jardin botanique de San Francisco
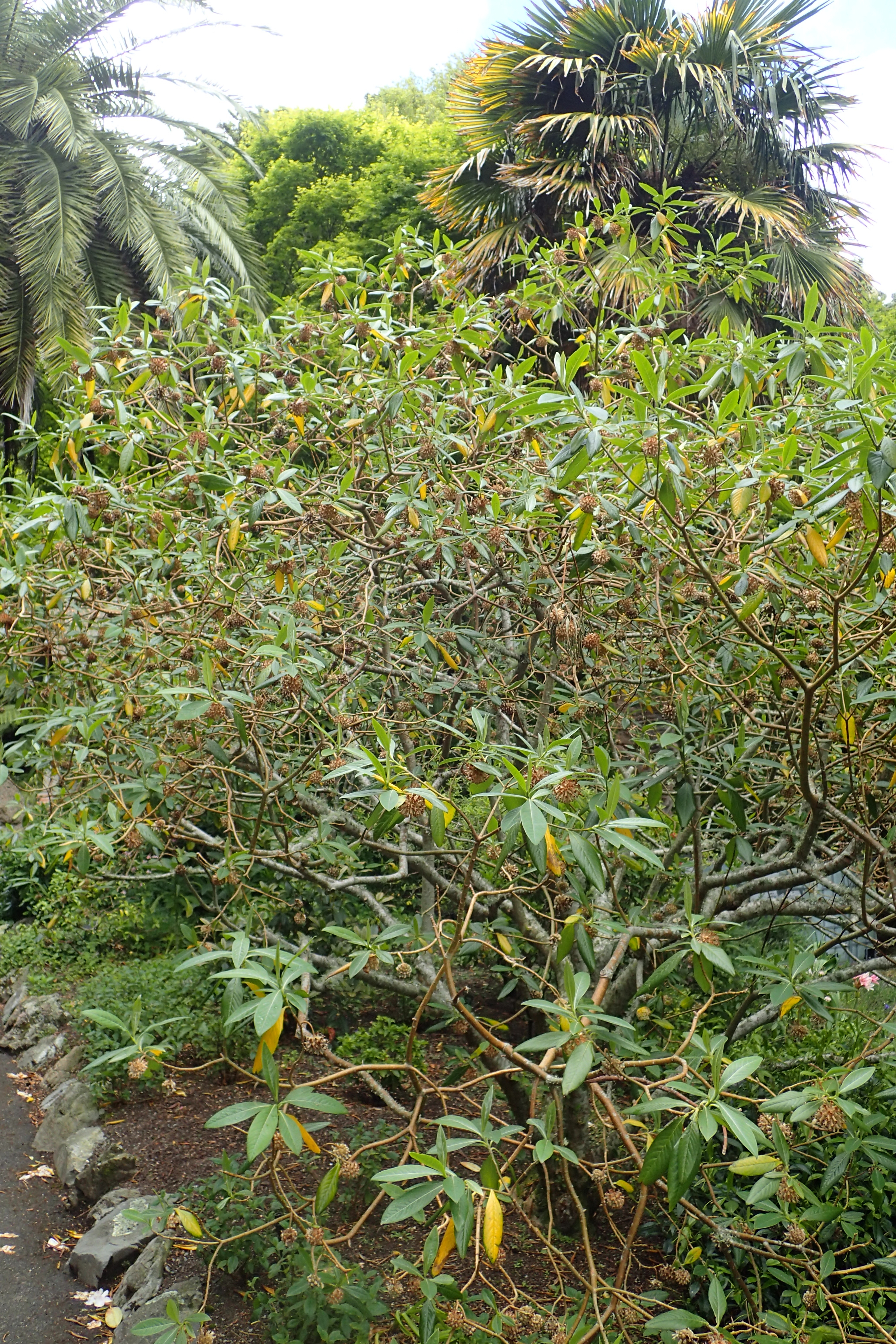
Port de l’arbuste
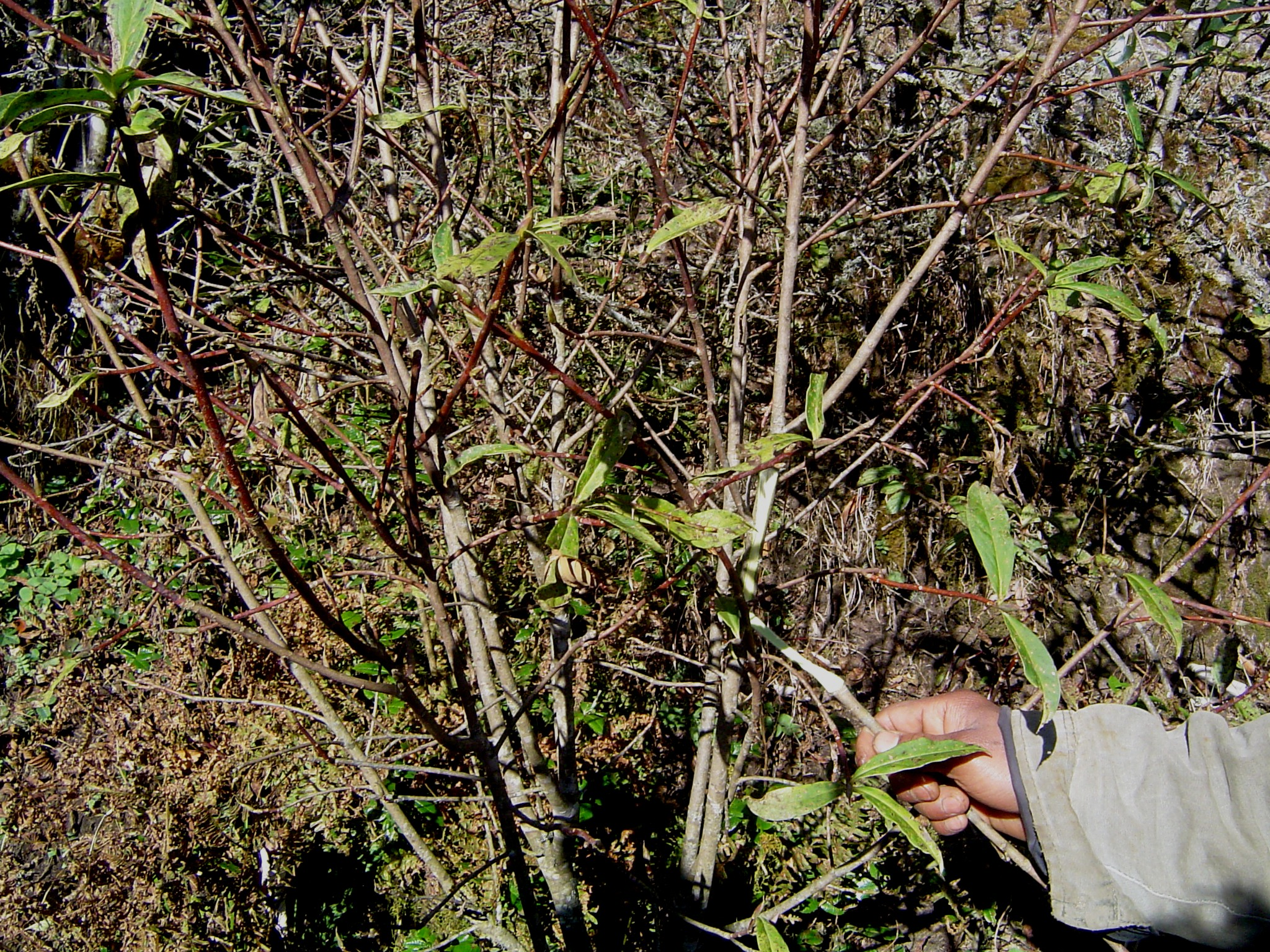
Arbuste en hiver
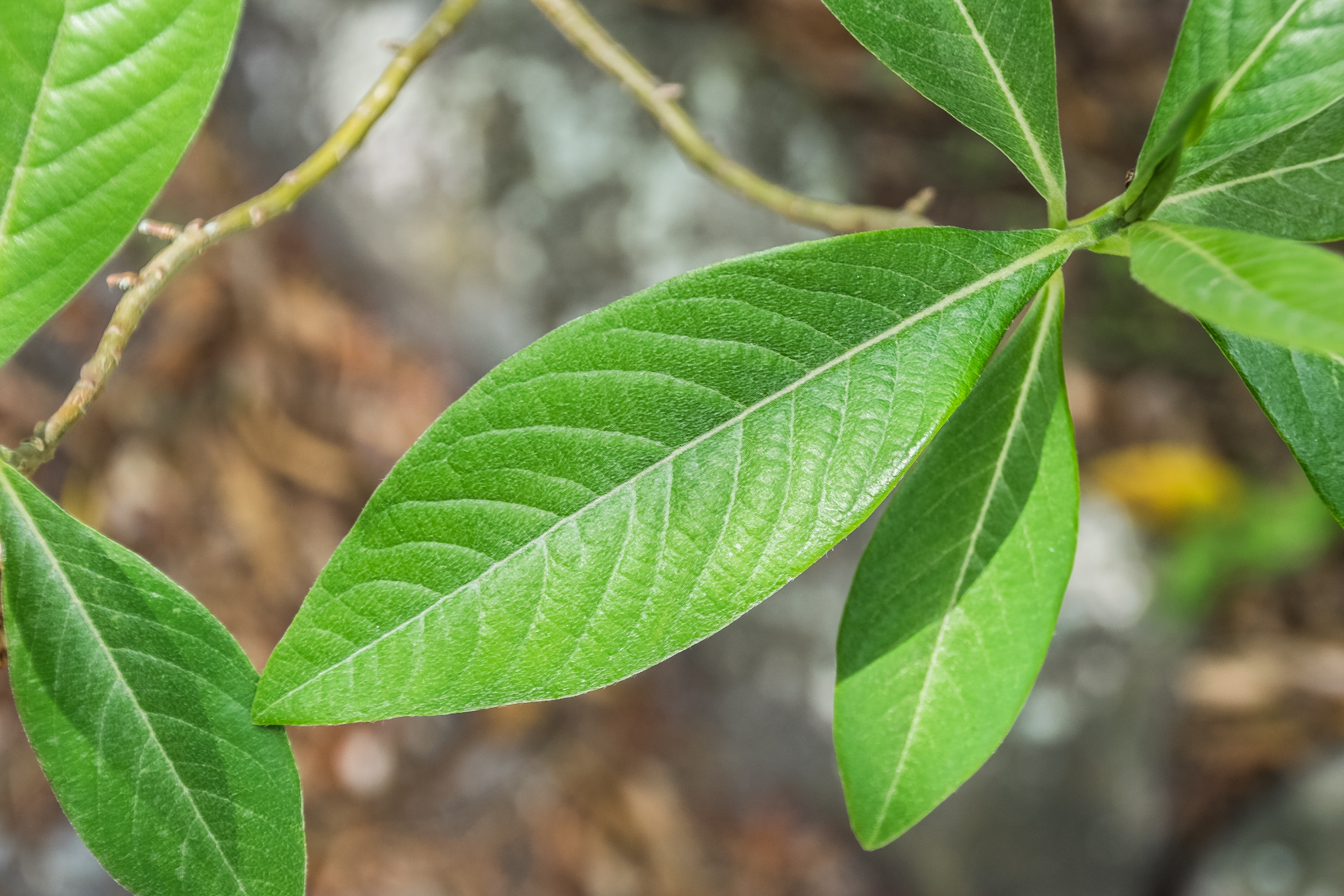
Feuille
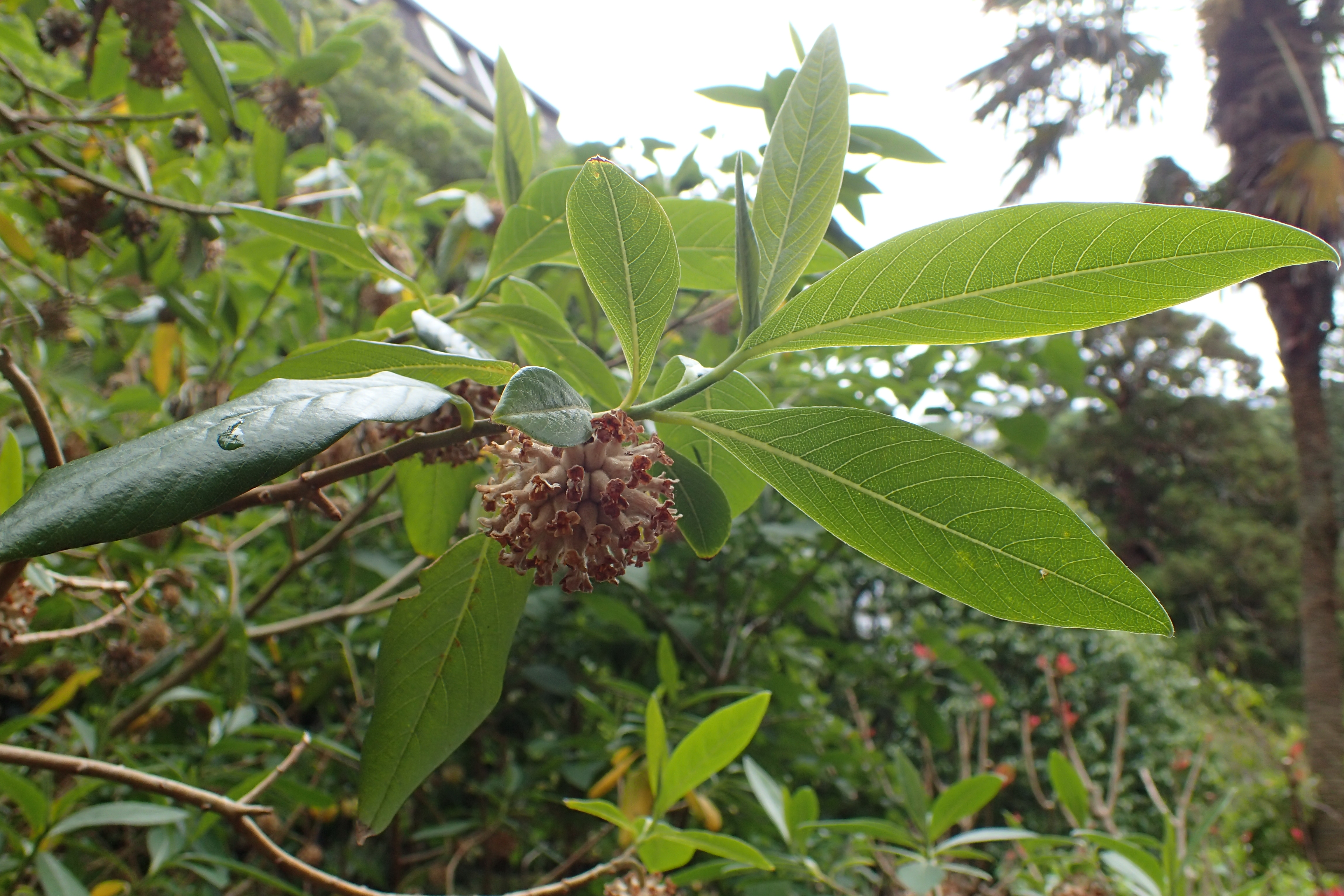
Feuilles et inflorescence
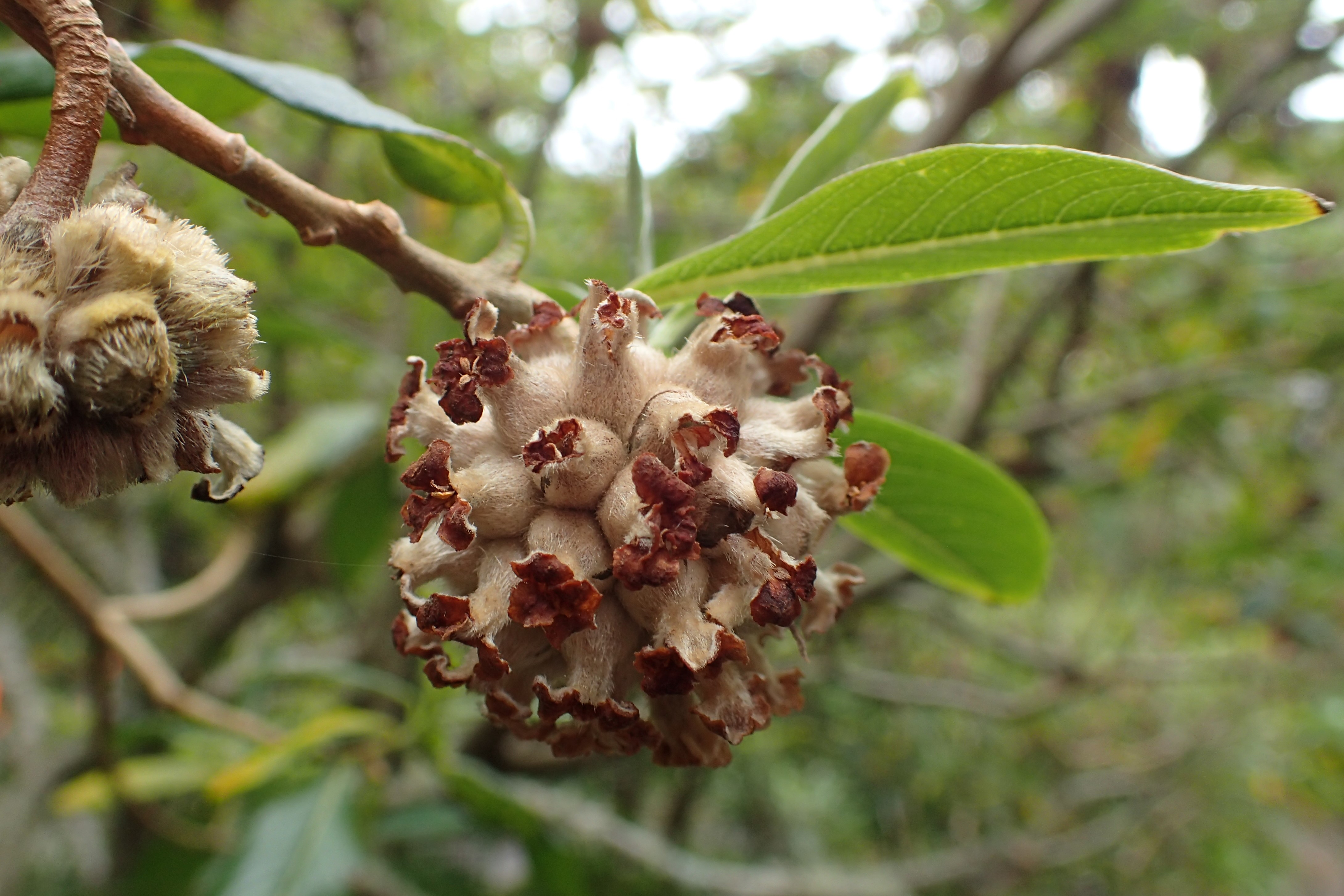
Inflorescence

## Distribution
L’espèce pousse dans les régions himalayennes de l’Inde, du Népal, Bhoutan, N Myanmar, Chine (Tibet), ainsi qu'au Vietnam.
En forêt et dans les endroits humides, à 1 000-2 500(-3 500) m. Il est aussi cultivé pour être utilisé.

## Utilisations

### Papier xuan en Chine
Les rameaux de E. gardneri contiennent des fibres végétales qui sont utilisées pour fabriquer du papier de qualité. Ils sont très flexibles si bien que sur l'arbre, on peut les plier pour faire des nœuds.
Cette espèce est réputée être la meilleure des différentes espèces utilisées pour fabriquer manuellement du papier dans l'Himalaya.
Des quatre espèces d'Edgeworthia présentes en Chine, seule Edgeworthia gardneri pousse sur le plateau tibétain, aussi cette espèce a dû être utilisée au Tibet pour faire du papier.
Appelé en chinois 滇结香 dianjiexiang « buisson à papier du Yunnan », du même genre que Edgeworthia chrysantha et poussant dans la chaîne de montagnes des Gaoligong (en) à l’ouest de Tengchong, ville du Yunnan en Chine, près de la frontière du Myanmar.
Le papier xuan de Tengchong (腾冲宣纸 Téngchōng xuānzhǐ) est fabriqué à partir des fibres papetières d’Edgeworthia gardneri.
L’écorce prélevée sur les rameaux est soigneusement nettoyée, cuite à la vapeur pendant plusieurs jours de suite, et quand elle est devenue molle, elle est pilée avec un pilon sur une pierre volcanique jusqu’à devenir une pâte blanche, et enfin celle-ci est placée dans un bassin d’eau claire.

### Médecines populaire tibétaine et chinoise
La fleur d'Edgeworthia gardneri (Wall.) Meisn., appelée localement « Lvluohua », est depuis longtemps largement utilisée en médecine populaire tibétaine pour le traitement des maladies métaboliques.
En médecine traditionnelle chinoise, les fleurs de dianjiexiang (E. gardneri) sont réputées avoir des propriétés détoxifiantes (清热解毒 qingre jiedu) et de pouvoir « dissiper le vent et améliorer la vue » (祛风明目 qūfēng míngmù), les racines peuvent « soulager les enflures et les douleurs » (消肿止痛 xiāozhǒng zhǐtòng).
Les tiges et les feuilles ont de puissants effets insecticides qui peuvent être utilisés pour tuer les parasites des fruits et légumes.

### Ornemental
L’espèce est cultivée comme plante ornementale.